# Tempest (grupo musical)
Tempest (en hangul, 템페스트; romanización revisada, tempeseuteu), estilizado en mayúsculas, es un grupo masculino de Corea del Sur formado por la compañía Yuehua Entertainment. Está compuesto actualmente por seis integrantes: Hanbin, Hyeongseop, Hyuk, Lew, Eunchan y Taerae.Debutó el 2 de marzo de 2022 con el EP It's Me, It's We.

## Historia

### Predebut
Hyeongseop y Lew participaron en la competencia de telerrealidad Produce 101 Season 2 de Mnet en 2017.  Lew fue eliminado en la tercera ronda en el puesto 23 y Hyeongseop fue eliminado en el episodio final en el puesto 16. Debutaron como Hyeongseop X Euiwoong el 2 de noviembre de 2017, con el sencillo "It Will Be Good". 
Hwarang, bajo el nombre de Song Jae-won, compitió en la competencia de telerrealidad Under Nineteen de MBC en 2018. Fue eliminado en el episodio 12 después de ubicarse en el puesto 11 en el equipo de rendimiento y en el puesto 32 en general.
Hanbin compitió en la competencia de telerrealidad I-Land de Mnet en 2020. Fue eliminado en la parte 2 y ocupó el décimo lugar. En octubre del 2020, realizó una reunión de aficionados en línea llamada "!00%". En diciembre de 2020, abrió su cuenta oficial de Twitter y realizó una etapa previa a la apertura en Big Hit NYEL Concert con la canción "I & Credible". El 2 de junio de 2021, se anunció que Hanbin había dejado Belift Lab y firmado un contrato exclusivo con Yuehua Entertainment .

### 2022–presente: Debut conIt's Me, It's We
Originalmente, Tempest iba a debutar el 21 de febrero de 2022; sin embargo, el 14 de febrero, Yuehua Entertainment anunció que este se había pospuesto debido a que todos los miembros habían dado positivo a COVID-19. El grupo debutó oficialmente en el 2 de marzo con el EP It's Me, It's We .
El grupo hizo su primera reaparición el 29 de agosto, con su segundo EP Shining Up .
El 22 de noviembre, el grupo lanzó su tercera obra extendida On and On .
El grupo regresará con su cuarto EP, The Calm Before The Storm , el 17 de abril de 2023.

## Integrantes
- Hanbin (en hangul, 한빈)
- Hyeongseop (en hangul, 형섭)
- Hyuk (en hangul, 혁)
- Eunchan (en hangul, 은찬)
- Lew (en hangul, 루)
- Taerae (en hangul, 태래)

Ex integrantes
- Hwarang (en hangul, 화랑) (2022 — 2024)

## Discografía

### EPs
| 2022                                                                                   | It's Me, It's We - Lanzamiento: 2 de marzo de 2022 - Discográfica: Yuehua Entertainment - Formato: CD, descarga digital, streaming | 2 | - COR: 97 492  |
| 2022                                                                                   | Shining Up - Lanzamiento: 29 de agosto de 2022 - Discográfica: Yuehua Entertainment - Formato: CD, descarga digital, streaming     | 2 | - COR: 80 563  |
| 2022                                                                                   | On and On - Lanzamiento: 22 de noviembre de 2022 - Discográfica: Yuehua Entertainment - Formato: CD, descarga digital, streaming   | 1 | - COR: 120 367 |
| «—» indica que el álbum no alcanzó posición alguna o no fue lanzado en ese territorio. | |   |                |

### Sencillos
| Año                                                                                | Título               | Posición más alta | Álbum                     |
| Año                                                                                | Título               | COR               | Álbum                     |
| ---------------------------------------------------------------------------------- | -------------------- | ----------------- | ------------------------- |
| 2022                                                                               | «Bad News»           | —                 | It's Me, It's We          |
| 2022                                                                               | «Can't Stop Shining» | —                 | Shining Up                |
| 2022                                                                               | «Dragon (飛上)»      | —                 | On & On                   |
| 2023                                                                               | «Dangerous»          | —                 | The Calm Before the Storm |
| «—» indica que el sencillo no alcanzó posición alguna o no fue lanzado en el país. |                      |                   |                           |

## Premios y nominaciones
| Año  | Ceremonia de Premiación       | Categoría                          | Nominación | Resultado       |
| ---- | ----------------------------- | ---------------------------------- | ---------- | --------------- |
| 2022 | Asia Artist Awards            | New Wave Award – Singer            | Tempest    | Ganador         |
| 2022 | Brand of the Year Awards      | Male Idol Rookie of the Year       | Tempest    | Ganador         |
| 2022 | Genie Music Awards            | Best Male Rookie Award             | Tempest    | Ganador         |
| 2022 | MAMA Awards                   | Best New Male Artist               | Tempest    | Nominado        |
| 2022 | MAMA Awards                   | Artist of the Year                 | Tempest    | Preseleccionado |
| 2022 | Circle Chart Music Awards     | IdolPlus New Star Award            | Tempest    | Ganador         |
| 2023 | First Brand Awards            | Best Rookie Male Idol              | Tempest    | Ganador         |
| 2023 | Hanteo Music Awards           | Global Rising Artist Award – China | Tempest    | Ganador         |
| 2023 | Hanteo Music Awards           | Global Rising Artist Award – Japan | Tempest    | Ganador         |
| 2023 | Hanteo Music Awards           | Rookie of the Year – Male          | Tempest    | Ganador         |
| 2023 | Seoul Music Awards            | Rookie Award                       | Tempest    | Nominado        |
| 2023 | Seoul Music Awards            | Popularity Award                   | Tempest    | Nominado        |
| 2023 | Seoul Music Awards            | Hallyu Special Award               | Tempest    | Nominado        |
| 2023 | Seoul Music Awards            | IdolPlus New Star Award            | Tempest    | Ganador         |
| 2023 | Asia Artist Awards            | Icon Award                         | Tempest    | Ganador         |
| 2023 | Brand Customer Loyalty Awards | Male Idol (Rookie) Award           | Tempest    | Ganador         |
| 2023 | Brand of the Year Awards      | Male Idol Rising Star              | Tempest    | Ganador         |
| 2023 | Korea First Brand Awards      | Best Rookie Male Idol              | Tempest    | Ganador         |
| 2024 | Brand of the Year Awards      | Male Idol of the Year              | Tempest    | Ganador         |
| 2024 | Brand of the Year Awards      | Male Idol of the Year (Vietnam)    | Tempest    | Ganador         |
| 2024 | Hanteo Music Awards           | Emerging Artist Award              | Tempest    | Ganador         |
| 2024 | Korea First Brand Awards      | Best Male Idol (Vietnam)           | Tempest    | Ganador         |
| 2024 | Korea First Brand Awards      | Best Male Idol                     | Tempest    | Ganador         |
| 2025 | Korea First Brand Awards      | Best Male Idol (Vietnam)           | Tempest    | Ganador         |